# 김유환 (1950년)
김유환(金有煥, 1950년 3월 25일, 부산광역시 ~ )은 대한민국의 정치인이다. 제3·4·5대 부산광역시의원이다.

## 학력
- 칠암초등학교
- 장안중학교
- 동래고등학교 부설 한국방송통신고등학교 졸업
- 영산대학교 법률학과 학사 졸업

### 비학위 수료
- 영산대학교 법무대학원 행정학과 행정학 석사 졸업

## 경력
- 지방공무원
- 일광농업협동조합 칠암분소장
- ㈜동신 대표이사·동신 종합가스 대표
- (사)기장 JC 발기위원·제3대 회장
- 동해가스산업 관리부 부장
- 1991.01 ~ 1991.12 한국청년회의소 부산 기장 청소년회의소 회장
- 1997 부산광역시 기장군 교육위원회 위원장
- 기장군 축구연합회 제2대 회장
- 기장군 개발제한구역 해제 공동대표
- 1998.07 ~ 2002.06 제3대 부산광역시의회 의원
- 1998.11 제3대 부산광역시의회 부산항만관련산업발전협의회 위원
- 1999.05 부산광역시 도시개발공사 경영자문위원회 위원
- 1998.07 ~ 2000.07 제3대 부산광역시의회 전반기 기획재경위원회 위원
- 1998.07 ~ 2000.07 제3대 부산광역시의회 전반기 예산결산특별위원회 위원
- 1999.07 ~ 1999.07 제3대 부산광역시의회 결산검사위원
- 2000.06 ~ 2000.06 제3대 부산광역시의회 결산검사위원
- 2000.07 ~ 2002.06 제3대 부산광역시의회 후반기 도시항만위원회 위원
- 2000.07 ~ 2002.06 제3대 부산광역시의회 후반기 예산결산특별위원회 위원
- 2000.07 ~ 2000.11 제3대 부산광역시의회 공기업조사특별위원회 위원
- 2000.03 제16대 국회의원 선거 한나라당 안경률 후보 해운대구·기장군 을 중앙선거대책위원회 본부장
- 2001.04 부산광역시 도시계획위원회 위원
- 2001.07 민주평화통일자문회의 자문위원
- 2000.02 ~ 2000.02 제3대 부산광역시의회 묘지시설조사특별위원회 위원
- 2002.06 ~ 2002.06 제3대 부산광역시의회 후반기 예산결산특별위원회 위원장
- 2002.07 ~ 2006.06 제4대 부산광역시의회 의원
- 2002.07 ~ 2004.07 제4대 부산광역시의회 전반기 도시항만위원회 위원장
- 2002.10 부산광역시 도시개발공사 경영자문위원
- 2002.11 제16대 대통령 선거 한나라당 이회창 후보 부산광역시 해운대구·기장군 을 지구당 중앙선거대책위원회 부위원장
- 2003.02 부산광역시 녹화 마스터플랜 용역자문위원회 위원
- 2004.03 제17대 국회의원 선거 한나라당 안경률 후보 부산광역시 해운대구·기장군 을 중앙선거대책위원회 본부장
- 2004.07 ~ 2004.10 제4대 부산광역시의회 경제대책특별위원회 위원장
- 2004.07 ~ 2006.06 제4대 부산광역시의회 후반기 예산결산특별위원회 위원
- 2004.07 부산광역시 도시계획위원회 위원
- 2005.04 부산광역시 도시계획위원회 위원
- 2006.07 ~ 2010.05 제5대 부산광역시의회 의원
- 2006.07 ~ 2007.06 제5대 부산광역시의회 전반기 도시항만위원회 위원
- 2007.07 ~ 2008.07 제5대 부산광역시의회 전반기 해양도시위원회 위원
- 2007.11 제17대 대통령 선거 한나라당 이명박 후보 지방자치특별 보좌역
- 2008.03 ~ 2008.07 제5대 부산광역시의회 전반기 부의장
- 2008.03 제18대 국회의원 선거 한나라당 안경률 후보 부산광역시 해운대구·기장군 을 중앙선거대책위원회 본부장
- 2008.07 ~ 2010.05 제5대 부산광역시의회 후반기 해양도시위원회 위원
- 2011.02 ~ 2013.01 부산광역시 기장군 도시계획위원회 위원
- 2011.03 ~ 2013.03 부산광역시 기장군 지역건설산업발전위원회 위원
- 2012.03 제19대 국회의원 선거 새누리당 하태경 후보 부산광역시 해운대구·기장군 을 중앙선거대책위원회 본부장
- 2012.09 부산광역시 기장군 기장읍 주민생활체육공원 조성사업 추진위원회 위원
- 2012.09 부산광역시 기장군 향토문화연구회 회장
- 2012.10 제18대 대통령선거 새누리당 박근혜 후보 중앙선거대책위원회 조직총괄본부 시민사회본부 부본부장
- 2012.10 제18대 대통령선거 새누리당 박근혜 후보 중앙선거대책위원회 조직총괄본부 지역소통특별본부 부산지역 부위원장
- 2012.11 제18대 대통령선거 새누리당 박근혜 후보 부산광역시 해운대구·기장군 을 군민소통 화합위원회 위원장
- 2012.11 100% 대한민국 대통합위원회 지역통합본부 부산본부 기장군 본부장
- 2013 새누리당 부산광역시 해운대구·기장군 을 수석 부위원장
- 부산광역시 기장군 김녕김씨 종친회 회장
- 부산광역시 기장군 도시계획위원회 연구소장
- 2013.02 ~ 2015.01 부산광역시 기장군 도시계획위원회 위원
- 2017.03.27 더불어민주당 입당

## 역대 선거 결과
|  | 19.71% |

|  | 0% |

|  | 55.38% |

|  | 45.24% |

|  | 58.28% |

|  | 12.97% |

|  | 33.61% |

|  | 38.20% |

|  | 17.85% |